# 劉敏 (蜀漢)
劉 敏（りゅう びん）は、中国三国時代の蜀漢の武将。本貫は荊州零陵郡泉陵県。

## 生涯
祖先は彭城郡の人だったが、曾祖父の劉綽が零陵太守に任じられ、荊州へ移った。祖父の劉優は孝廉に挙げられ、後漢の献帝の時代に侍御史となり、さらに御史大夫や尚書右僕射へ進んだ。また一族は同じ零陵郡の蔣氏と婚姻を結び、姻戚関係となった。
劉敏は草書を善くし、20歳の頃には外弟の蔣琬と共に名を知られ、孝廉に推挙された。蜀漢の劉禅の時代、侍御史となって秩序の維持に当たり、名実を備え、朝廷内で称賛を集めた。
建興9年（231年）、諸葛亮が上奏した李厳の弾劾状において、行右護軍・偏将軍として名を連ねる。その後は左護軍・揚威将軍に昇進し、王平と共に漢中に駐屯した。
延熙7年（244年）、魏の曹爽が計10万余の歩兵・騎兵を率いて漢川に侵攻し、先鋒隊は駱谷まで押し寄せてきた。漢中の守備兵は3万に満たず、「一時後退して漢城・楽城の守備に徹し、援軍の到着を待つべき」という意見も挙がる。しかし王平と劉敏はあくまで漢中を固守すべきと主張。王平が「劉護軍（劉敏）と杜参軍（杜祺）を派遣して興勢山に籠らせ、私が後方の備えに入る」と策を立てると、劉敏はこれに同意し、即座に行動に移した。興勢山に入ると、劉敏は100余里に渡って旗や幟を押し立てて時を稼ぎ、その内に費禕の援軍が到着した為、曹爽軍は撤退していった（興勢の役）。その戦功により雲亭侯に封じられた。
後に中書侍郎を加えられ、成都尹を拝すと、教化はあまねく行き渡った。